# Abgar-Bild

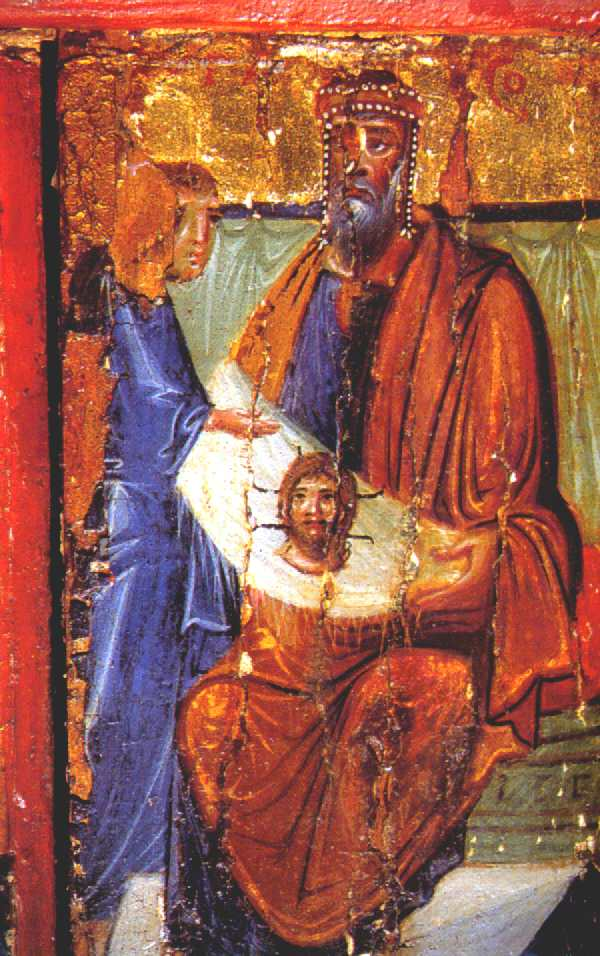
Thaddäus übergibt Abgar das Abbild Christi (Ikone, Katharinenkloster Sinai)

Das Abgar-Bild, auch Mandylion (von altgriechisch μανδύλιον ‚Tuch, Handtuch‘) oder Christusbild von Edessa genannt, ist im Christentum ein Bild oder Schweißtuch mit dem Abbild von Jesu Gesicht, das ein Bote dem mesopotamischen König Abgar V. Ukamma von Jesus überbracht haben soll. Es gilt als die erste Ikone.
In den Orthodoxen Kirchen gilt das Abgar-Bild nach Euagrios als nicht von Menschenhand geschaffenes Bild.

## Ikonographie
Das Abgar-Bild wurde oft auf Ikonen und Kreuzen kopiert. Das Haupt Christi wird darauf meist frontal, ohne Halsansatz, mit beidseits in mehreren Flechten bis auf die Schultern fallendem Haar und in göttlicher Herrlichkeit dargestellt. Die feine lange Nase akzentuiert das schmale Antlitz. Der Bart fällt in älteren Exemplaren meist in zwei Spitzen, bei späteren Kopien läuft er in einer Spitze aus.
Auffällig ist, dass die Bild-Darstellungen von Christus seit dem 6. Jahrhundert, also dem Beginn der Verehrung des Abgar-Bildes in Edessa, eine einschneidende Veränderung erfuhren. Wiesen die Darstellungen bis dahin eine große Vielfalt auf – so wurde Jesus auch bartlos und jugendlich, im Typus des griechischen Gottes Apoll dargestellt –, ähneln seitdem die Bildnisse demjenigen des Abgar-Bildes, dem auch das Turiner Grabtuch entspricht.

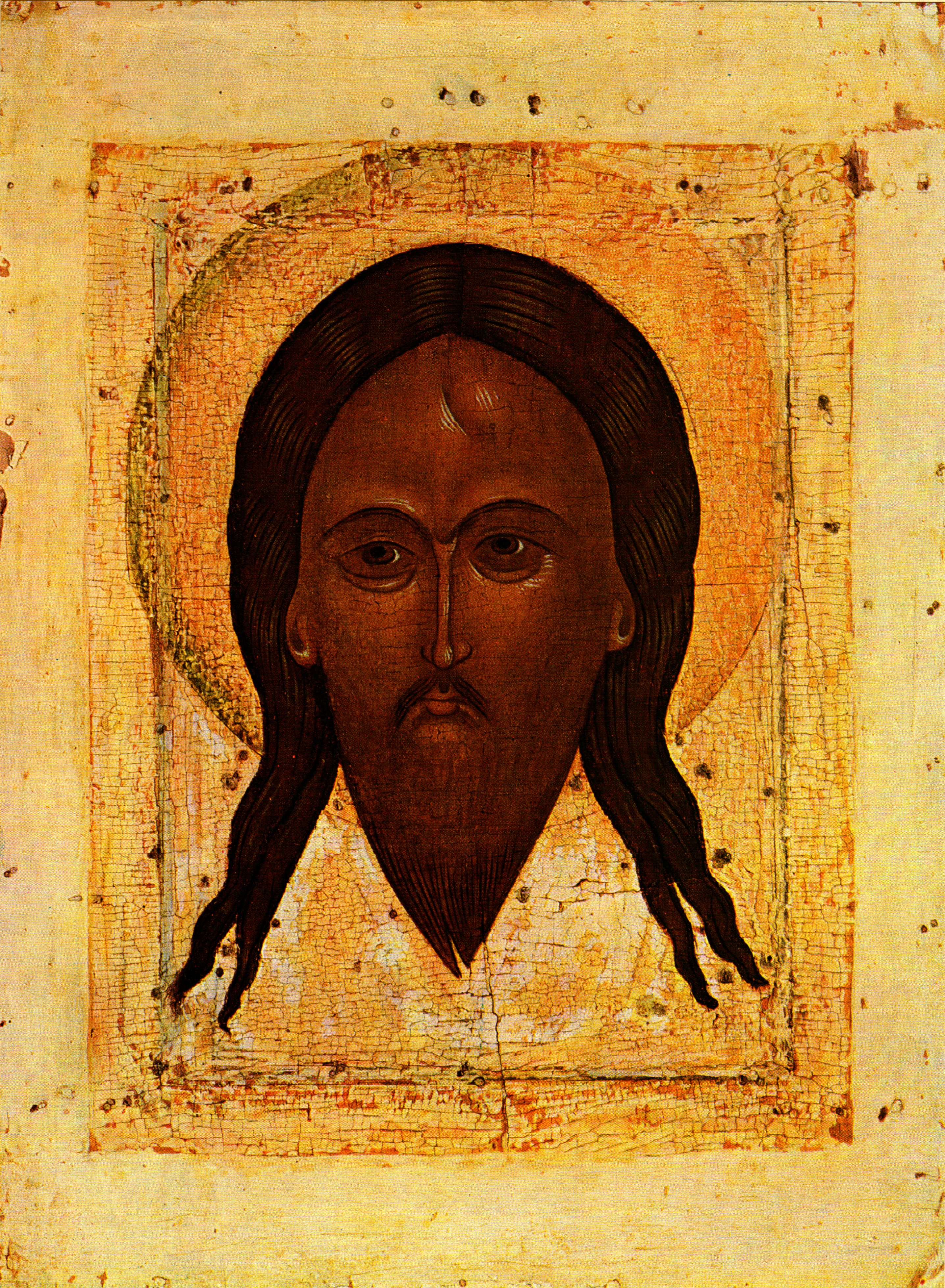
Russische Ikone, die sich auf das Abgar-Bild bezieht (Moskau, Anfang 16. Jahrhundert)

## Abgar-Legende
Die Abgar-Legende besagt, dass der erkrankte König Abgar V. Jesus bat, ihn zu besuchen, um ihn zu heilen. Jesus antwortet ihm, erst nach seiner Auferstehung würde er einen seiner siebzig Jünger schicken. Nach Jesu Himmelfahrt sandte der Apostel Thomas den Jünger Thaddäus (aramäisch Mar Addai), manchmal als Judas Thaddäus interpretiert, zu König Abgar. Weil der König und weitere Bürger von ihrer Krankheit geheilt wurden, sollen Abgar und sein Reich zum Christentum übergetreten sein.
In den apokryphen „Lehren des Addai“ (Doctrina Addai), die gegen Ende des 4. Jahrhunderts niedergeschrieben wurden, hieß es erstmals, Abgars Vertrauter Hannan (griech. Ananias) solle nicht nur einen Brief von Jesus (nun ergänzt um das Versprechen, dass Edessa niemals eingenommen werde), sondern auch ein Porträt Jesu mitgebracht haben:

“When Hannan, the keeper of the archives, saw that Jesus spake thus to him, by virtue of being the king's painter, he took and painted a likeness of Jesus with choice paints, and brought with him to Abgar the king, his master. And when Abgar the king saw the likeness, he received it with great joy, and placed it with great honour in one of his palatial houses.”

„Als der Archivar Hannan sah, wie Jesus zu ihm sprach, malte er kraft seines Amtes als Maler des Königs ein Abbild von Jesus mit ausgewählten Farben und überbrachte es dem König Abgar. Als der König Abgar das Abbild sah, nahm er es mit großer Freude an und bewahrte es ehrenvoll in einem seiner Paläste auf.“

In späteren Versionen der Abgar-Legende heißt es, Abgar soll gesundet sein, nachdem dieses Mandylion den Fürsten berührt habe bzw. er dieses gesehen habe. Als Heiliger Ziegel wurde außerdem ein Brandziegel verehrt, auf dem das Mandylion einen Abdruck hinterlassen haben soll. Zwei griechische Formen dieser Legende finden sich auch in den Thaddäusakten. Ebenso finden sich Referenzen bei Moses von Choren in seiner Geschichte der Armenier aus der Mitte des 5. Jahrhunderts. Auch existieren mehrere epigraphische Zeugnisse dieser Legende.
In einer Schrift, die kurz vor oder nach der Ankunft des Abgar-Bildes im August 944 in Konstantinopel entstanden sein muss und Konstantin VII. zugeschrieben wird, wird das Abgar-Bild als ein Tuch beschrieben, mit dem sich Jesus das Blut schwitzende Gesicht in Getsemani abwischte.
Die katholische Mystikerin Anna Katharina Emmerick schilderte in ihren Visionen das Eintreffen des Gesandten Abgars bei Jesus und wie dieser eine Antwort geschrieben habe. Es wird auch die Anfertigung eines wahrheitsgetreuen Abbildes Jesu erwähnt.

## Verbleib des Mandylion
Laut dem Historiker Niaphoris verschwand das Mandylion im Jahre 359. Es wird behauptet, dass das Tuch in der Stadtmauer versteckt wurde, um es vor Hochwasser zu schützen. Danach sei es in Vergessenheit geraten und erst im 6. Jahrhundert wiederentdeckt worden. Laut Prokopios von Caesarea (um 550) wurde das Bild im Jahre 525 bei Aufräumarbeiten in einem der Stadttore gefunden, nachdem der Daisan, ein Nebenfluss des Euphrats, die Stadt Edessa überschwemmt hatte.
Im 6. Jahrhundert berichtet dann Prokopios von Caesarea, der Text des Jesusbriefes sei inschriftlich über den Toren Edessas angebracht; darin werde der Stadt versprochen, sie werde niemals gewaltsam von Barbaren erobert werden.
Der Historiker Euagrios Scholastikos (vor 594) schreibt, dass die Bewohner der Stadt Edessa, im Zuge der Belagerung durch die Perser unter Chosrau I. im Jahre 544, vermutlich durch Befestigungsarbeiten auf dem höchsten Tor, einen Hohlraum in der Mauer entdeckten. Er enthielt ein Tuch mit dem Abbild Jesu. Als Chosrau nach einem Feuer in seinem Feldlager mit seinem Heer abzog, schrieben die Einwohner Edessas den Erfolg dem wundertätigen Mandylion zu. Eine Silbervase aus Emesa aus diesen Jahren (jetzt im Louvre, Paris) zeigt das wahrscheinliche Kopfbild auf dem Tuch.

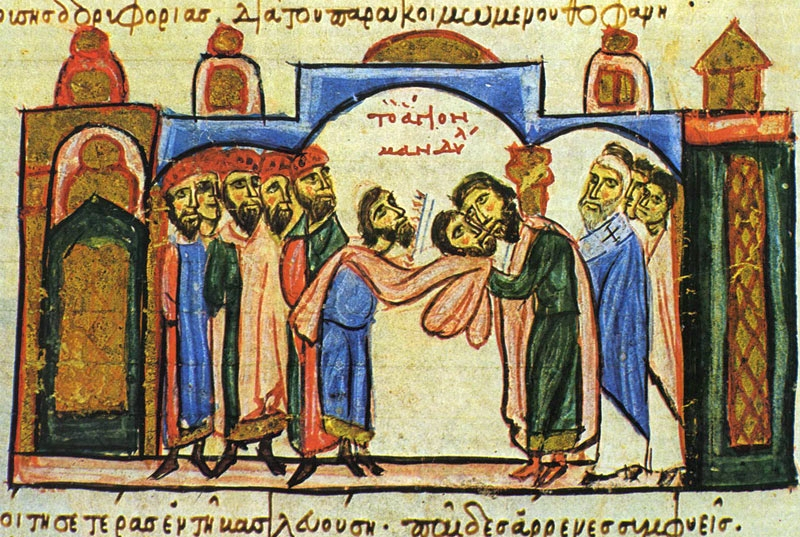
Die Übergabe des Mandylion an die Byzantiner im Jahr 944. Miniatur aus der Madrider Bilderhandschrift des Skylitzes

Das wundertätige Bild soll auch während der islamischen Eroberungen im christlichen Edessa geblieben sein. Erst durch die Expansionspolitik im wiedererstarkten Byzanz wurde das Mandylion im Jahre 944 als Reliquie von Edessa nach Konstantinopel gebracht. Zunächst erhielt die Kirche St. Maria von Blacherna den Brief und das Abgar-Bild, später wurden beide Reliquien in die Pharos-Palastkapelle im Kaiserpalast verlegt.
Während der Belagerung im Vierten Kreuzzug wurde das Bild wieder in die Blachernen-Kirche gebracht, aus der es nach der Eroberung und Plünderung der Stadt 1204 verschwand. Danach verliert sich die Spur des Bildes. Im Laufe der Zeit wurde seine Existenz in verschiedenen Städten behauptet, darunter im Vatikan, in Genua (San Bartolomeo degli Armeni) und in Paris.

### Theorie des Turiner Grabtuchs
1978 stellte Ian Wilson erstmals die These auf, das Abgar-Bild könnte mit dem Turiner Grabtuch identisch sein. Werner Bulst, Heinrich Pfeiffer und andere folgten ihm in dieser Auffassung, Averil Cameron und andere widersprachen. Wilson argumentiert, dass das Abgar-Bild möglicherweise in Edessa gefaltet aufbewahrt wurde, so dass damals nur das Gesicht sichtbar war.